# Josep Tramunt i Bussom
Josep Tramunt i Bussom (Barcelona, 4 de febrer de 1906 – Sabadell, 28 de març de 1996) va ser un militant independentista de Nosaltres Sols i Estat Català. Va ser empresonat i torturat per la dictadura franquista. Cofundador d'Òmnium Cultural i l'Assemblea de Catalunya a Sabadell.
Tramunt va néixer en una família molt modesta de Barcelona, al barri del Poble Sec (carrer Salvat), el seu últim domicili va ser a Sabadell (carrer Calderón). Els seus pares, Josep i Maria, el van internar a la Casa de la Caritat del carrer Montealegre 5, de Barcelona. Als 14 anys en va sortir, per anar a estudiar Filosofia i Lletres a les Escoles Pies de Morella (Castelló), però no va acabar els estudis perquè va haver de treballar amb uns oncles a Barcelona al carrer Floridablanca. Tingué una filla, i a Sabadell es va casar amb la Pepeta, una dona provinent de Múrcia, que havia contractat pel seu negoci de patates xips.
Als 17 anys va conèixer a Daniel Cardona de Nosaltres Sols i començà la seva activitat política afiliant-se a les seves joventuts. A finals dels anys 20, es traslladà a la barriada de la Prosperitat de Sant Andreu on fou el president del Casal d’Estat Català de la Plaça Comerç.

## Guerra Civil
El 10 de setembre de 1936 durant l'Assemblea d’Estat Català al Teatre Goya, Tramunt va ser elegit membre de l'equip del Secretari General Joan Torres i Picart, juntament amb Vicenç Borrell, Joan Layret, Josep Tugués, Florenci Tort i Anna Badia. Tramunt va ser el responsable de Defensa Interna i de les milícies d’Estat Català.
Va ser l'encarregat de transportar clandestinament persones cap a la frontera amb França. Els portava fins a Àreu (Pallars Sobirà), on un destacament de 8 esquiadors d’Estat Català els passava a l'altra banda de la frontera.
Participà en el desembarcament de Mallorca del 16 de setembre 1936 que pretenia recuperar l'illa sota control del bàndol franquista. Dels 5 homes del Casal de la Prosperitat només en van sobreviuen ell i un altre company.
A la tardor del 36 va acompanyar a Torres i Picart, que fugia per l'afer Reverter fins a Alins (Pallars Sobirà), on aquest tenia parents, i d'allà el portaren a Tolosa. Durant els “Fets de Maig del 1937” va combatre a favor del govern de la Generalitat per recuperar l'edifici de la Telefònica que estava sota control de la CNT-FAI.

## Exili, camps de concentració i participació al SIMCA
Davant l'avanç de les tropes nacionals va tornar a exiliar-se a França, amb un vehicle que portava el president del Parlament Josep Casanova i Maristany, fins que foren capturats. Fou tancat al camp de Sant Cebrià i després al d'Agde, on va formar part del Comitè d’Estat Català. Al sortir del camp es va instal·lar a una fàbrica d'Orleans amb Vicenç Borrell. En esclatar la II Guerra Mundial, facilità un cotxe en què ell, Borrell, Casanova, la seva amiga i col·laboradora Hélene Allard i en Jaume Ros (jugador de Primera Divisió de l'Orleans) fugiren cap Bessières. Més tard, tornà amb Jaume Ros a Orleans. Posteriorment fou advertit de que el seguia la Gestapo i ajudat per Ros i un conegut d'aquest, des d'aquesta localitat va travessar el riu Cher nedant fins a la França no ocupada. Allà contactà amb un matrimoni de la resistència, i un dels dos fills de la parella el va acompanyar amb bicicleta fins a Vierzon, des d'on es dirigí amb tren fins a Llemotges i finalment a Bessières, on va ser reclamat per Vicenç Borrell, havent de marxar cap a Perpinyà. En aquesta localitat va ser enviat per reforçar el Servei Militar d’Informació de Catalunya (SIMCA) que actuava a Barcelona des del gener de 1941. El SIMCA era organitzat per Estat Català i feia tasques d'espionatge i de pas de fugitius, sota les directrius de M. Weill, un alt funcionari del Ministeri de Marina Francès.

## Detenció, tortures i presó
El 10 de setembre de 1941 va tornar a Catalunya, amb el nom fals de Luís Rodríguez, amb l'objectiu de millorar el SIMCA a l'interior. Sis dies després va ser detingut per la secció policial franquista de “Asuntos de Espionaje y Otras Actividades”, que li van trobar un plànol del camp d'aviació de Sabadell amb tots els seus dispositius de defensa. Va ser traslladat a la Jefatura de Policia de Barcelona, el cap de tres dies el portaren a un centre d'interrogatori que la policia i els falangistes tenien al carrer Gignàs de Barcelona, on el van tenir aïllat i el torturaren durant 30 dies. Va estar 4 anys empresonat a la presó Model, 7 mesos incomunicat, amb les tres vèrtebres trencades i el braç fracturat. El 23 d'abril de 1945 el van operar a l'Hospital Clínic, on el 24 de novembre de 1945 l'informaren de la seva llibertat.

## Llibertat a Sabadell
Tramunt va arribar a Sabadell quan just al sortir de l’Hospital Clínic. Es va casar amb la Pepeta, una dona murciana que havia crescut a la Casa de la Caritat i que ell havia contractat perquè l'ajudés en el seu negoci de venda de patates-xips. Tenia una filla i havia enviudat anteriorment de dues germanes. A Sabadell s'incorporà al Front Nacional de Catalunya (FNC) amb el seu amic Magí Colet, cofundador d’Òmnium Cultural i de l’Assemblea de Catalunya a la ciutat.
El 27 d’octubre de 1974, al bosc de Togores, va llegir la Declaració Programàtica de l’Assemblea Democràtica de Sabadell, firmada per més de 30 organitzacions. Amb motiu del 36è aniversari de l’afusellament del president Lluís Companys, en nom del FNC, va fer una edició de 3.000 cartells que s'exhaurien en un dia. Poc després ingressà a Esquerra Republicana de Catalunya (ERC).